# سكوت جونز (لاعب كرة قدم أمريكية)
سكوت جونز (بالإنجليزية: Scott Jones)‏ هو لاعب كرة قدم أمريكية أمريكي، ولد في 20 مارس 1966.

## وصلات خارجية
- سكوت جونز على موقع مرجع كرة القدم المحترفة.كوم (الإنجليزية)